# Антонио Читтерио
Антонио Читтерио (итал. Antonio Citterio, 1950) — итальянский дизайнер мебели.
Родился в 1950 году в городе Меда к северу от Милана и уже в 13 лет начал обучаться дизайну. В 18 лет — первая награда, за проект мягкой мебели. С тех пор синьор Читтерио не раз становился лауреатом самых престижных дизайнерских и архитектурных премий.
Некоторые созданные им объекты по праву вошли в экспозиции самых известных музеев мира, в том числе нью-йоркского Музея современного искусства и парижского центра Пампиду. Среди его архитектурных проектов — реставрация картинной галереи Брера в Милане и отели «Bulgari» в Милане и на Бали. Дизайнер активно работает в мире моды: его интерьеры служат отличными декорациями для элитных итальянских марок одежды.
Он разрабатывает стиль для «TechnoGym», «Ermenegildo Zegna», «Cerruti», «Emanuel Ungano», «Zegna sport», «Barvikha Hotel & SPA», "Bvlgari Milan",